# A Billboard Hot 100 listavezetői 2020-ban

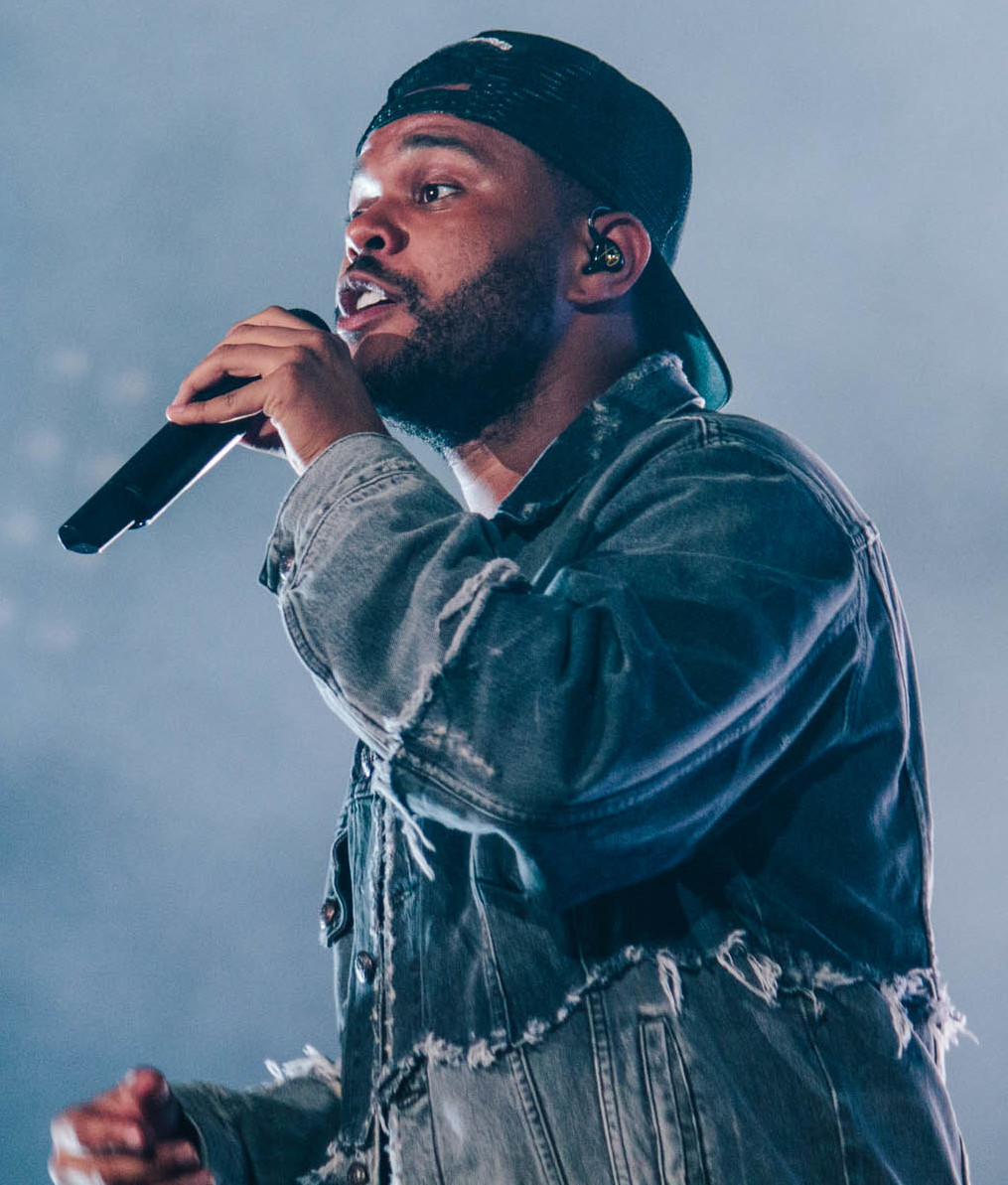
A The Weeknd Blinding Lights című dala volt az év legsikeresebb kislemeze, több rekordot is megdöntött

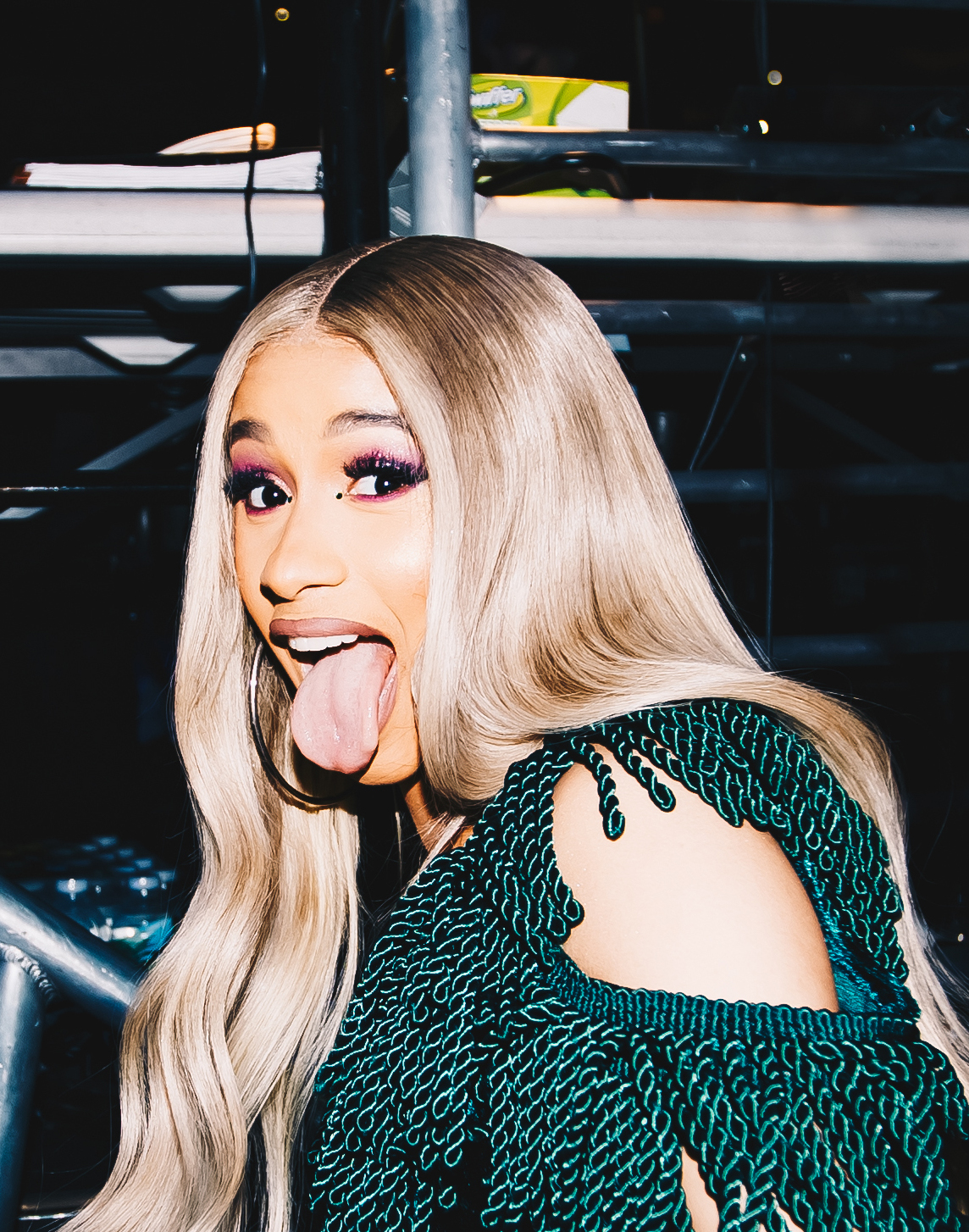
Cardi B az első női rapper lett, akinek négy kislemeze is az első helyig jutott

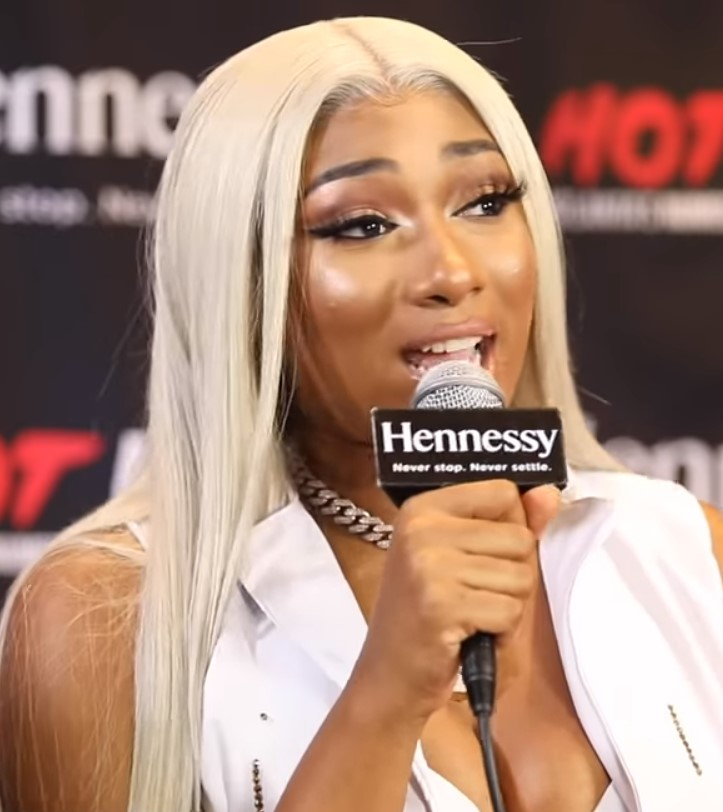
Megan Thee Stallion két dala is első helyezett lett, a WAP és a Savage

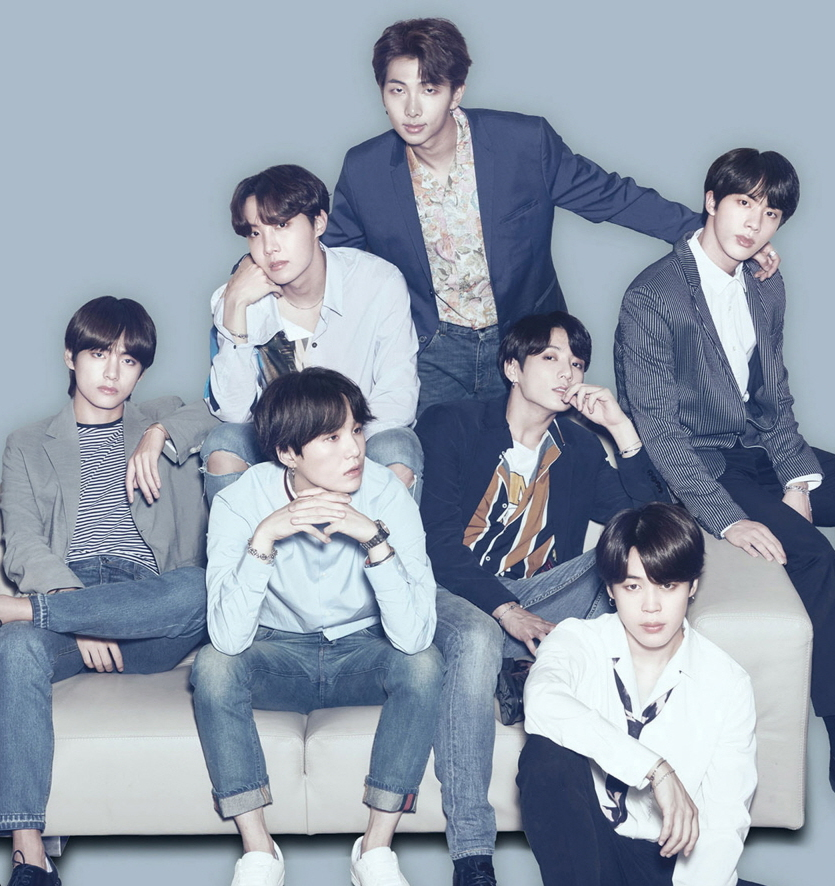
A BTS Life Goes On című dala az első teljesen koreai nyelvű kislemez lett, amely elérte a lista első helyét

A Billboard Hot 100 lista rangsorolja az Egyesült Államokban legjobban teljesítő kislemezeket. A streaming adatok, a digitális és fizikális eladások, illetve a rádiós teljesítmény alapján készült listát a Billboard magazin teszi közzé hetente.
1991 óta ebben az évben érte el a legtöbb kislemez az első helyet, szám szerint 20. Roddy Rich dalai töltötték a leghosszabb időt a lista élén, 18 hetet.

## Lista
|  | 2020 legjobban teljesítő dala |

| No.  | Kiadás dátuma  | Dal                              | Előadó(k)                                           | Forr.                |
| ---- | -------------- | -------------------------------- | --------------------------------------------------- | -------------------- |
| 1095 | január 4.      | All I Want for Christmas Is You  | Mariah Carey                                        | [ 2 ] [ 3 ]          |
| re   | január 11.     | Circles                          | Post Malone                                         | [ 4 ] [ 5 ]          |
| 1096 | január 18.     | The Box                          | Roddy Ricch                                         | [ 6 ] [ 7 ]          |
| 1096 | január 25.     | The Box                          | Roddy Ricch                                         | [ 8 ] [ 9 ]          |
| 1096 | február 1.     | The Box                          | Roddy Ricch                                         | [ 10 ] [ 11 ]        |
| 1096 | február 8.     | The Box                          | Roddy Ricch                                         | [ 12 ] [ 13 ]        |
| 1096 | február 15.    | The Box                          | Roddy Ricch                                         | [ 14 ] [ 15 ]        |
| 1096 | február 22.    | The Box                          | Roddy Ricch                                         | [ 16 ] [ 17 ]        |
| 1096 | február 29.    | The Box                          | Roddy Ricch                                         | [ 18 ] [ 19 ]        |
| 1096 | március 7.     | The Box                          | Roddy Ricch                                         | [ 20 ] [ 21 ]        |
| 1096 | március 14.    | The Box                          | Roddy Ricch                                         | [ 22 ] [ 23 ]        |
| 1096 | március 21.    | The Box                          | Roddy Ricch                                         | [ 24 ] [ 25 ]        |
| 1096 | március 28.    | The Box                          | Roddy Ricch                                         | [ 26 ] [ 27 ]        |
| 1097 | április 4.     | Blinding Lights                  | The Weeknd                                          | [ 28 ] [ 29 ]        |
| 1097 | április 11.    | Blinding Lights                  | The Weeknd                                          | [ 30 ] [ 31 ]        |
| 1098 | április 18.    | Toosie Slide                     | Drake                                               | [ 32 ] [ 33 ]        |
| re   | április 25.    | Blinding Lights                  | The Weeknd                                          | [ 34 ] [ 35 ]        |
| re   | május 2.       | Blinding Lights                  | The Weeknd                                          | [ 36 ] [ 37 ]        |
| 1099 | május 9.       | The Scotts                       | The Scotts (Travis Scott és Kid Cudi)               | [ 38 ] [ 39 ]        |
| 1100 | május 16.      | Say So                           | Doja Cat, Nicki Minaj közreműködésével              | [ 40 ] [ 41 ]        |
| 1101 | május 23.      | Stuck with U                     | Ariana Grande és Justin Bieber                      | [ 42 ] [ 43 ]        |
| 1102 | május 30.      | Savage                           | Megan Thee Stallion, Beyoncé közreműködésével       | [ 44 ] [ 45 ]        |
| 1103 | június 6.      | Rain on Me                       | Lady Gaga és Ariana Grande                          | [ 46 ] [ 47 ]        |
| 1104 | június 13.     | Rockstar                         | DaBaby, Roddy Ricch közreműködésével                | [ 48 ] [ 49 ]        |
| 1104 | június 20.     | Rockstar                         | DaBaby, Roddy Ricch közreműködésével                | [ 50 ] [ 51 ]        |
| 1105 | június 27.     | Trollz                           | 6ix9ine és Nicki Minaj                              | [ 52 ] [ 53 ]        |
| re   | július 4.      | Rockstar                         | DaBaby, Roddy Ricch közreműködésével                | [ 54 ] [ 55 ]        |
| re   | július 11.     | Rockstar                         | DaBaby, Roddy Ricch közreműködésével                | [ 56 ] [ 57 ]        |
| re   | július 18.     | Rockstar                         | DaBaby, Roddy Ricch közreműködésével                | [ 58 ] [ 59 ]        |
| re   | július 25.     | Rockstar                         | DaBaby, Roddy Ricch közreműködésével                | [ 60 ] [ 61 ]        |
| re   | augusztus 1.   | Rockstar                         | DaBaby, Roddy Ricch közreműködésével                | [ 62 ] [ 63 ]        |
| 1106 | augusztus 8.   | Cardigan                         | Taylor Swift                                        | [ 64 ] [ 65 ]        |
| 1107 | augusztus 15.  | Watermelon Sugar                 | Harry Styles                                        | [ 66 ] [ 67 ]        |
| 1108 | augusztus 22.  | WAP                              | Cardi B, Megan Thee Stallion közreműködésével       | [ 68 ] [ 69 ] [ 70 ] |
| 1108 | augusztus 29.  | WAP                              | Cardi B, Megan Thee Stallion közreműködésével       | [ 71 ] [ 72 ]        |
| 1109 | szeptember 5.  | Dynamite                         | BTS                                                 | [ 73 ] [ 74 ]        |
| 1109 | szeptember 12. | Dynamite                         | BTS                                                 | [ 75 ] [ 76 ]        |
| re   | szeptember 19. | WAP                              | Cardi B, Megan Thee Stallion közreműködésével       | [ 77 ] [ 78 ]        |
| re   | szeptember 26. | WAP                              | Cardi B, Megan Thee Stallion közreműködésével       | [ 79 ] [ 80 ]        |
| re   | október 3.     | Dynamite                         | BTS                                                 | [ 81 ] [ 82 ]        |
| 1110 | október 10.    | Franchise                        | Travis Scott; Young Thug és M.I.A. közreműködésével | [ 83 ] [ 84 ]        |
| 1111 | október 17.    | Savage Love (Laxed – Siren Beat) | Jawsh 685, Jason Derulo és BTS                      | [ 85 ] [ 86 ]        |
| 1112 | október 24.    | Mood                             | 24kGoldn, Iann Dior közreműködésével                | [ 87 ] [ 88 ]        |
| 1112 | október 31.    | Mood                             | 24kGoldn, Iann Dior közreműködésével                | [ 89 ] [ 90 ]        |
| 1113 | november 7.    | Positions                        | Ariana Grande                                       | [ 91 ] [ 92 ]        |
| re   | november 14.   | Mood                             | 24kGoldn, Iann Dior közreműködésével                | [ 94 ] [ 95 ]        |
| re   | november 21.   | Mood                             | 24kGoldn, Iann Dior közreműködésével                | [ 96 ] [ 97 ]        |
| re   | november 28.   | Mood                             | 24kGoldn, Iann Dior közreműködésével                | [ 98 ] [ 99 ]        |
| 1114 | december 5.    | Life Goes On                     | BTS                                                 | [ 100 ] [ 101 ]      |
| re   | december 12.   | Mood                             | 24kGoldn, Iann Dior közreműködésével                | [ 102 ] [ 103 ]      |
| re   | december 19.   | All I Want for Christmas Is You  | Mariah Carey                                        | [ 104 ] [ 105 ]      |
| 1109 | december 26.   | Willow                           | Taylor Swift                                        | [ 106 ] [ 107 ]      |